# Nifon Rusailă
Nifon Rusailă (né en 1789 à Bucarest, et mort le 5 mai 1875 dans la même ville) est un clerc orthodoxe roumain, qui a occupé le poste de métropolite d'Ungro-Valachie (1850-1865), puis de métropolite-primat de Roumanie (1865-1875). Il a joué un rôle majeur dans l'unification des principautés roumaines en 1859.

## Biographie
Nicolae Rusailă est né en 1789 à Bucarest, de parents roumains. Il a fréquenté l'école de l'église d'Oţetari, et en 1809, il s'est rendu au monastère de Cernica où il a embrassé le schisme monastique sous le nom de Nifon. Il a été ordonné hiérodiacre au Metropolitanat, et en 1826 hiéromoine. 
Il a été promu le 1er février 1827 comme stavrophore et iconographe protosinghel à l'évêché de Râmnicu et en 1836 comme archimandrite par l'évêque néophyte de Râmnicu. Après être devenu métropolite, il est nommé abbé du monastère de Cozia le 19 décembre 1839. Fin 1841, il est nommé vicaire de l'Église métropolitaine d'Ungro-Valachie. À la suite de l'intervention du métropolite néophyte sous le patriarche de Constantinople, le 24 octobre 1842, il est ordonné évêque titulaire de Sevastia, conservant son poste de vicaire de la métropole.  
Pendant la Révolution de 1848, il est nommé gouverneur provisoire du diocèse de Râmnic (janvier 1848 - septembre 1850) et, après la démission du métropolite néophyte, il dirige, en tant que vicaire, la métropole d'Ungro-Valachie (11 août 1849 - 14 septembre 1850). 
Le 14 septembre 1850, il est élu métropolite d'Ungro-Valachie et intronisé le 8 octobre 1850. Les séminaires théologiques diocésains, fermés lors de la révolution de 1848, rouvrent en 1851. En 1852, il crée une imprimerie, dans laquelle il édite presque tous les livres de cultes (repris par la suite par l'État). À ses propres frais, il reconstruit plusieurs lieux de culte (monastère de Zamfira, ermitage de Cetățuia à Râmnicu Vâlcea) et construit l'église de Letca Nouă. 
Le métropolite Nifon a été président du Divan ad hoc à Bucarest le 29 septembre 1857 et de l'Assemblée élective qui a élu Alexandre Jean Cuza le 24 janvier 1859. 
En juillet 1864, le Sénat roumain est créé, le métropolite Nifon en devient le premier président. Pendant son pastorat, les réformes ecclésiastiques bien connues d'Alexandre Cuza ont eu lieu (sécularisation des fortunes monastiques, loi synodale, loi pour la nomination des évêques métropolitains et diocésains). Le 11 janvier 1865, il obtient le titre de « primat métropolite » de Roumanie, qu'il conserve jusqu'à sa mort. 
Le 22 février 1866, le prince Alexandre Cuza est destitué et le lendemain, lorsqu'à Bucarest, le président du conseil des ministres Ion Ghika monte à la tribune et propose aux suffrages des sénateurs et députés le nom de Philippe de Belgique comte de Flandre, le métropolite primat Nifon Rusailă soutient cette élection et Dimitrie Lecca, ministre de la Guerre, confirme la loyauté de l'armée envers le prince belge. Après le refus de Philippe de Belgique de devenir Domnitor, un autre candidat, Charles de Hohenzollern, est désigné et accepte. Le 22 mai 1866, le métropolite Nifon rencontre Carol Ier, qui prête le même jour le serment d'allégeance à la métropole. 
En 1872, la « Loi organique pour l'élection des métropolitains et des évêques et pour l'établissement du Saint Synode » a été promulguée. Le 17 novembre 1872, il installe - grâce à ses fonds personnels - un deuxième séminaire à Bucarest, comportant 4 classes et qui porte son nom. Ce séminaire a été maintenu - jusqu'en 1948 - sur les fonds laissés par la métropole et sur les revenus du domaine de Letca Nouă. Le métropolite Nifon Rusailă est mort le 5 mai 1875 à Bucarest, puis inhumé au monastère de Cernica. 
Le métropolite Nifon est resté dans l'histoire comme le premier chef d'une église roumaine autonome et le premier président du Sénat, mais aussi comme l'un des fondateurs majeurs des éléments constitutifs de l'union des principautés et de la création d'un État roumain moderne.